# 疣面关公蟹
疣面关公蟹（学名：Dorippe frascone）为关公蟹科关公蟹属的动物。分布于日本、澳大利亚、泰国、马来群岛、波斯湾、红海、东非、台湾岛，包括南海等海域，生活环境为海水，主要栖息于15-50米水深的泥以及沙质浅海底。其生存的海拔范围为-50至-15米。